# Джордж, Хелен
Хелен Джордж (англ. Helen George;  род. 19 июня 1984) — английская актриса,  наиболее известная благодаря роли  Трикси Франклин в телесериале BBC «Вызовите акушерку».

## Биография
Хелен родилась в  Бирмингеме  в семье профессора политологии Нила Томаса и его жены, социального работника Маргарет. У неё есть сестра  Элизабет, работающая ветеринаром.
Училась в средней школе, носящей имя Генри Бофорта. Она с детства занималась балетом, в конечном итоге став ученицей в Бирмингемском Королевском балете, и  спортом, где  соревновалась в прыжках в длину. В детстве у Хелен было весьма необычное желание —  она мечтала стать первой женщиной-тренером футбольного клуба «Астон Вилла».
В возрасте 15 лет, участвуя в школьной постановке  «Отверженных», Хелен решила связать свою судьбу с актёрством.   Она является выпускницей Королевской академии музыки в Лондоне и Бирмингемской школы актёрского мастерства.
Свою первую роль она получила  через две недели после выпуска из Королевской академии в мюзикле Дэвида Зиппеля и Эндрю Ллойда Уэббера «Женщина в белом». Некоторое время она  была бэк-вокалисткой у Элтона Джона.
В 2015 году Хелен Джордж участвовала в тринадцатом сезоне шоу  BBC One «Танцы со звёздами», где в     паре со словенским танцором Аляжем Скорянцем   заняла шестое место.

## Личная жизнь
Джордж вышла замуж за актёра Оливера Бута в декабре 2012 года. Они познакомились на съёмках сериала «Отель «Вавилон», но начали свои отношения спустя несколько лет.  В августе 2015 года представители актрисы подтвердили, что она и Бут расстались после трёх лет брака.
В апреле 2016 года она начала встречаться с коллегой по «Вызовите акушерку» Джеком Эштоном, когда они отправились в Южную Африку, чтобы снять рождественский спецвыпуск. Их дочь, Рен Айви, родилась в сентябре 2017 года. В ноябре 2021 у пары родилась  вторая дочь по имени Ларк.

## Фильмография
| Год        | Название            | Роль                 | Прим.                  |
| ---------- | ------------------- | -------------------- | ---------------------- |
| 2008       | Отель «Вавилон»     | Сьюзи                |                        |
| 2011       | 7 жизней            | Валери               |                        |
| 2011       | Врачи               | Андреа Тауэрс        |                        |
| 2011       | Мушкетёры           | Блонди               |                        |
| 2012       | Рубцовая ткань      | Мел Фэрроу           |                        |
| 2012–н. в. | Вызовите акушерку   | Трикси Франклин      | [ 1 ]                  |
| 2012       | Тёмные материи      | Джейн / Энн Линдберг |                        |
| 2015       | Монстр              | Мэделин              | короткометражный фильм |
| 2017       | Красный карлик      | Энитер               |                        |
| 2018       | Рождественский рок! | мисс Шелли           |                        |